# Bistum Lucknow
Das Bistum Lucknow (lateinisch Dioecesis Lucknovensis) ist eine in Indien gelegene römisch-katholische Diözese mit Sitz in Lucknow.

## Geschichte
Das Bistum Lucknow wurde am 12. Januar 1940 durch Papst Pius XII. mit der Apostolischen Konstitution Quo dominicus aus Gebietsabtretungen des Erzbistums Agra und des Bistums Allahabad errichtet. Es wurde dem Erzbistum Agra als Suffraganbistum unterstellt. Am 19. Januar 1989 gab das Bistum Lucknow Teile seines Territoriums zur Gründung des Bistums Bareilly ab.

## Territorium
Das Bistum Lucknow umfasst die Distrikte Lakhnau, Unnao, Barabanki, Gonda, Bahraich, Sitapur, Hardoi und Lakhimpur Kheri im Bundesstaat Uttar Pradesh.

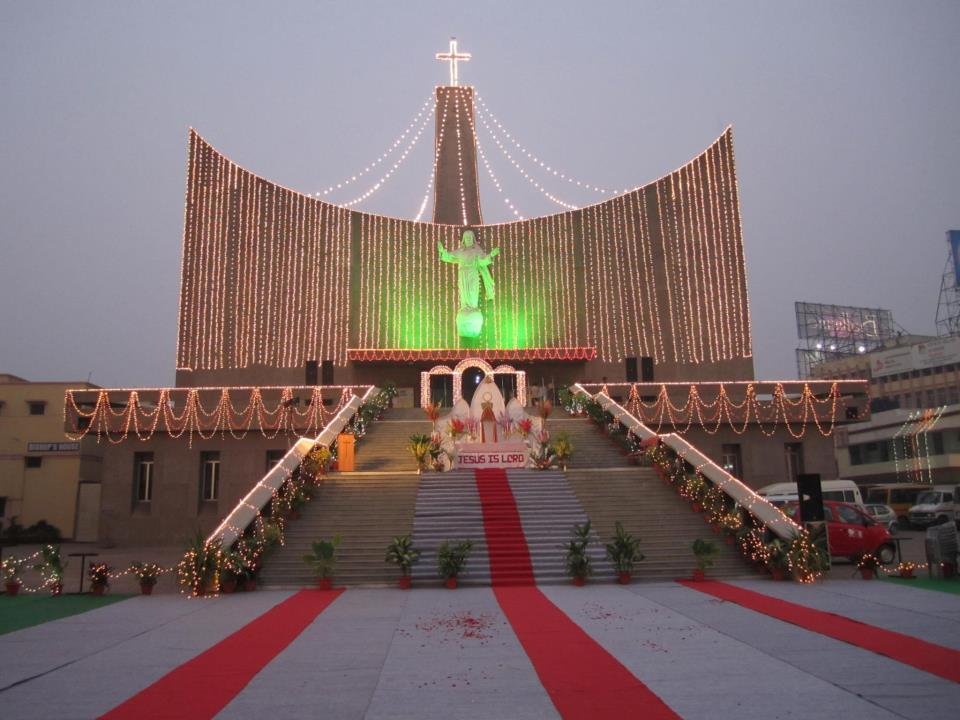
Kathedrale St. Joseph in Lucknow

## Bischöfe von Lucknow
- Albert Conrad de Vito OFMCap, 1946–1970
- Cecil DeSa, 1971–1983, dann Erzbischof von Agra
- Alan Basil de Lastic, 1984–1990, dann Erzbischof von Delhi
- Albert D’Souza, 1992–2007, dann Erzbischof von Agra
- Gerald John Mathias, seit 2007